# Zimowa Uniwersjada 1997
18. Zimowa Uniwersjada – międzynarodowe zawody sportowców-studentów, które odbyły się w Korei Południowej ośrodku narciarskim Muju. Impreza została zorganizowana między 24 stycznia a 2 lutego 1997 roku. Nad organizacją zawodów czuwała Fédération Internationale du Sport Universitaire.

## Konkurencje
- Hokej na lodzie na Zimowej Uniwersjadzie 1997

## Polskie medale
Reprezentant Polski zdobył 1 medal. Wynik ten dał polskiej drużynie 11. miejsce w klasyfikacji medalowej.

### Złoto
- Łukasz Kruczek – narciarstwo klasyczne, skoki K 90 indywidualnie

## Klasyfikacja medalowa
| Klasyfikacja medalowa | Klasyfikacja medalowa | Klasyfikacja medalowa | Klasyfikacja medalowa | Klasyfikacja medalowa | Klasyfikacja medalowa |
| --------------------- | --------------------- | --------------------- | --------------------- | --------------------- | --------------------- |
| Miejsce               | Reprezentacja         | Złoto                 | Srebro                | Brąz                  | Razem                 |
| 1                     | Japonia               | 9                     | 9                     | 7                     | 25                    |
| 2                     | Rosja                 | 9                     | 6                     | 9                     | 24                    |
| 3                     | Słowenia              | 7                     | 4                     | 4                     | 15                    |
| 4                     | Chiny                 | 6                     | 4                     | 6                     | 14                    |
| 5                     | Holandia              | 6                     | 4                     | 1                     | 11                    |
| 6                     | Korea Południowa      | 5                     | 2                     | 4                     | 11                    |
| 7                     | Słowacja              | 4                     | 0                     | 0                     | 4                     |
| 8                     | Czechy                | 2                     | 0                     | 3                     | 5                     |
| 9                     | Francja               | 1                     | 2                     | 1                     | 4                     |
| 10                    | Szwecja               | 1                     | 1                     | 1                     | 3                     |
| 11                    | Polska                | 1                     | 0                     | 0                     | 1                     |
| 12                    | Białoruś              | 0                     | 5                     | 1                     | 6                     |
| 13                    | Austria               | 0                     | 4                     | 3                     | 7                     |
| 14                    | Włochy                | 0                     | 4                     | 3                     | 7                     |
| 15                    | Ukraina               | 0                     | 2                     | 2                     | 4                     |
| 16                    | Stany Zjednoczone     | 0                     | 1                     | 4                     | 5                     |
| 17                    | Rumunia               | 0                     | 1                     | 0                     | 1                     |
| 18                    | Finlandia             | 0                     | 1                     | 0                     | 1                     |
| 19                    | Bułgaria              | 0                     | 1                     | 0                     | 1                     |
| 20                    | Niemcy                | 0                     | 0                     | 1                     | 1                     |
| 21                    | Kanada                | 0                     | 0                     | 1                     | 1                     |